# Municipio de Tonti
El municipio de Tonti (en inglés: Tonti Township) es un municipio ubicado en el condado de Marion en el estado estadounidense de Illinois. En el año 2010 tenía una población de 1013 habitantes y una densidad poblacional de 11 personas por km².

## Geografía
El municipio de Tonti se encuentra ubicado en las coordenadas 38°41′23″N 88°58′31″O / 38.68972, -88.97528. Según la Oficina del Censo de los Estados Unidos, el municipio tiene una superficie total de 92.08 km², de la cual 91,82 km² corresponden a tierra firme y (0,28 %) 0,26 km² es agua.

## Demografía
Según el censo de 2010, había 1013 personas residiendo en el municipio de Tonti. La densidad de población era de 11 hab./km². De los 1013 habitantes, el municipio de Tonti estaba compuesto por el 99,21 % blancos, el 0,39 % eran afroamericanos, el 0,1 % eran asiáticos y el 0,3 % eran de una mezcla de razas. Del total de la población el 0,3 % eran hispanos o latinos de cualquier raza.